# 429032 Sebvonhoerner
429032 Sebvonhoerner este o planetă minoră (asteroid), cu un diametru de 3,039 km, din centura de asteroizi. A fost descoperită pe 12 februarie 2009 la Observatorio de Calar Alto⁠(d) de Felix Hormuth⁠(d) și a fost numită după Sebastian von Hoerner⁠(d). 
Obiectul prezintă o orbită caracterizată de o semiaxă mare de 3,0922477731058 UAi, o excentricitate de 0,14, o înclinație de 10,1 ° în raport cu ecliptica.